# Sampaloc
Sampaloc (Bayan ng Sampaloc) är en kommun i Filippinerna. Kommunen ligger på ön Luzon, och tillhör provinsen Quezon. Folkmängden uppgår till 12 858 invånare.
Sampaloc är indelat i 14 barangayer.